# Mesophylla macconnelli
Genre
Espèce
Statut de conservation UICN

 LC  : Préoccupation mineure
Mesophylla macconnelli est une espèce de chauve-souris de la famille des Phyllostomidae, la seule du genre Mesophylla. Elle vit en Amérique centrale et en Amazonie.

## Description
Mesophylla macconnelli est une chauve-souris frugivore. Elle pèse environ 10 grammes.

### GenreMesophylla
- (en) Mammal Species of the World (3e  éd., 2005) : Mesophylla  Thomas, 1901
- (en) Catalogue of Life : Mesophylla Thomas, 1901 (consulté le 11 décembre 2020)
- (fr + en) ITIS : Mesophylla  Thomas, 1901
- (en) Animal Diversity Web : Mesophylla
- (en) NCBI : Mesophylla (taxons inclus)
- (en) UICN : taxon  Mesophylla  (consulté le 7 janvier 2023)

### EspèceMesophylla macconnelli
- (en) Mammal Species of the World (3e  éd., 2005) : Mesophylla macconnelli  Thomas, 1901
- (en) Catalogue of Life : Mesophylla macconnelli Thomas, 1901 (consulté le 15 décembre 2020)
- (fr + en) ITIS : Mesophylla macconnelli  Thomas, 1901
- (en) Animal Diversity Web : Mesophylla macconnelli
- (en) NCBI : Mesophylla macconnelli (taxons inclus)
- (en) UICN : espèce Mesophylla macconnelli Thomas, 1901 (consulté le 26 mai 2015)